# Szűcs Sándor (labdarúgó)
Szűcs Sándor (Szolnok, 1921. november 23. – Budapest, 1951. június 4.) tizenkilencszeres válogatott labdarúgó, hátvéd és fedezet. 1951-ben koncepciós perben halálra ítélték és kivégezték.

## Pályafutása
1938-tól szerepelt klubcsapatokban, először a Szolnoki MÁV (1938–1944), később az UTE / Budapesti Dózsa (1944–1951) csapataiban. 1941-től válogatott. Az UTÉ-val háromszoros bajnok.

### A válogatottban
1941 és 1948 között 19 alkalommal szerepelt a válogatottban. Az első hét alkalommal a Szolnoki MÁV, a többi alkalommal az Újpesti TE csapatából került be.

## Koncepciós pere
Szűcs 1948-ban ismerkedett meg Borosné Kovács Erzsi énekesnővel, akivel azonnal egymásba szerettek. Mivel akkor már mindketten házasok voltak (Szűcsnek két kicsi gyermeke is volt), kapcsolatukat a „szocialista erkölcs” nem nézte jó szemmel, ami kapóra jött ahhoz a politikai tervhez, hogy a magyar klasszis labdarúgók külföldre távozásának egy halálos ítélettel végződő koncepciós per útján vegyék elejét. Miután Szűcs klubcsapata, a Dózsa a Belügyminisztériumhoz tartozott, amint kitudódott kettejük „ügye”, azonnal követelni kezdték tőlük, hogy szakítsanak; egyúttal folyamatos vegzálások is érték őket (pl. napi gyakoriságú igazoltatások, rendszeres kikérdezések arról, hogy ki kivel találkozott). Még a Dózsa akkori elnöke, Csáki Sándor is behívatta magához Szűcsöt a kapcsolat megszakítását követelve; egyúttal internálással és fogolytáborral fenyegetőzve. Mindez egy olyan komplex tervnek a része volt, melyben az egyik elérendő célként az is szerepelt, hogy a hatalom kézben tartói a szerelmespárt a disszidálás gondolata felé tereljék.
A szerelmesek besétáltak a csapdába: az ellehetetlenülni látszó kapcsolatuk megmentése végett 1950-ben úgy döntöttek, hogy nyugatra szöknek. Az állítólagos embercsempész (akit e minőségében Kovács egyik kolleginája mutatott be nekik), utólag szinte természetesnek tűnő módon az ÁVH ügynöke volt, így az egész szökési kísérlet valóban a hatóságok által előre eltervezett csapda lett Szűcs számára. A szervezkedés közben eleinte Deák Ferenc labdarúgó és még két személy kíséretében akartak szökni, végül Kovács Erzsi mellett egy villanyszerelő és egy kozmetikusnő társaságában tartóztatták le. 1951. március 5-én Szűcs elbúcsúzott csapattársaitól, az ekkor elmondott szavai még aznap az ÁVH jelentései között voltak, így biztos, hogy a csapatában is volt besúgó.

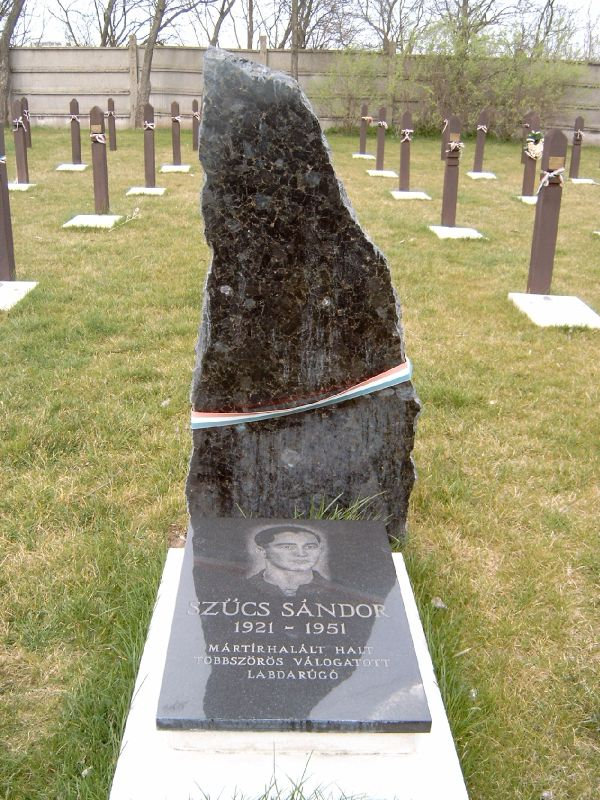
Szűcs Sándor sírja Budapesten. Új köztemető: 298.

A Vas megyei Nagytilajon fogták el őket, amiről azt hitették el velük, hogy Ausztriával határos zsákfalu. A település valójában Zala megyével volt határos, s alig 20 kilométerre van Zalaegerszegtől. Az akció szervezőjének kérésére Szűcs, aki a Budapesti Dózsa labdarúgójaként rendőri állományban volt főhadnagyi rangban, magával vitte szolgálati fegyverét is. Az ÁVH-ügynök jelentése szerint ezt azért vitte magával, hogy lebukás esetén használja. Kovács Erzsi visszaemlékezése szerint viszont az ügynök-embercsempész vette rá erre azzal, hogy szüksége lehet rá. Ez később súlyosbító körülménynek számított a per során, mégpedig egy soha közlönyben meg nem jelent, szigorúan titkos minősítésű törvényerejű rendelet alapján, amely a fegyveres testületek tagjait a fegyveres disszidálásért életfogytiglani börtönnel, kiemelt esetben halállal rendelte büntetni. Ez ismét arra utal, hogy eleve halálbüntetést készültek kiszabatni Szűcsre, és mindent elkövettek annak érdekében, hogy az ítélet később halál lehessen.
Szűcs nem hitte, hogy valóban kivégzik ezért a cselekedetéért, hiszen például az 1947-ben megtiltott külföldi szerződések miatt disszidálni készülő Lóránt Gyula, Mészáros József, Kéri Károly és Egresi Béla 1949-ben még „csak” internálás büntetésben részesült ugyanezért, ráadásul Sebes Gusztáv néhány hónap leforgása alatt kijárta számukra még a szabadon engedésüket is. Szűcs nem számolt azzal, hogy őt elrettentő példának szemelték ki. A per során azzal védekezett, hogy ők az embercsempészt akarták lebuktatni, nem akartak disszidálni, de nem tudhatta, hogy az „embercsempész”, Kovács József eleve ügynök volt.

## Ítélete és kivégzése
Szűcs Sándort egy olyan jogszabályi rendelkezés alapján ítélték halálra, amely sohasem létezett, sohasem került kihirdetésre. A vád által hivatkozott törvényerejű rendelet, az 1950. évi 26. számú rendelet tudniillik a Magyar Nemzeti Bankról szóló törvényerejű rendelet volt. A „malőrre” az volt a hivatalos – mindenféle logikát nélkülöző – magyarázat, hogy a törvényerejű rendelet nem sokkal a kihirdetése után „szigorúan titkos” minősítést kapott. Egyébiránt védőügyvédjével Szűcs soha nem is beszélhetett. A halálos ítéletet a másodfokú bíróság egy héttel az elsőfokú ítéletet követően, 1951. május 26-án jóvá is hagyta.
A siralomházban döbbent rá, hogy mi vár rá és csak onnan üzent játékostársainak. Szusza Ferenc, Puskás Ferenc és Bozsik József amint tudta, felkereste Farkas Mihály honvédelmi minisztert, de addigra az ítéletet már végrehajtották.
A kegyetlen ítélet és annak végrehajtása kellő elrettentő erővel bírt, és az 1956-os szabadságharc és forradalomig egy válogatott magyar labdarúgó sem próbálkozott nyugatra szökni.

## Filmen
- Miért?! Egy tragikus szerelem története – Szobolits Béla (2006, 62 perc)[6]
- Az énekesnő – Vitézy László (2022, 82 perc)

## Statisztika

### Mérkőzései a válogatottban
| Magyarország | Magyarország         | Magyarország                | Magyarország | Magyarország | Magyarország | Magyarország | Magyarország | Magyarország |
| #            | Dátum                | Helyszín                    | Hazai        | Eredmény     | Vendég       | Kiírás       | Gólok        | Esemény      |
| ------------ | -------------------- | --------------------------- | ------------ | ------------ | ------------ | ------------ | ------------ | ------------ |
| 1.           | 1941. március 23.    | Belgrád, BSK-pálya          | Jugoszlávia  | 1 – 1        | Magyarország | barátságos   | -            |              |
| 2.           | 1941. november 16.   | Zürich, Hardturm stadion    | Svájc        | 1 – 2        | Magyarország | barátságos   | -            |              |
| 3.           | 1942. május 3.       | Budapest, Üllői úti pálya   | Magyarország | 3 – 5        | Németország  | barátságos   | -            |              |
| 4.           | 1942. június 14.     | Budapest, Üllői úti pálya   | Magyarország | 1 – 1        | Horvátország | barátságos   | -            |              |
| 5.           | 1942. november 1.    | Budapest, Üllői úti pálya   | Magyarország | 3 – 0        | Svájc        | barátságos   | -            |              |
| 6.           | 1943. május 16.      | Genf, Charmilles Stadion    | Svájc        | 1 – 3        | Magyarország | barátságos   | -            |              |
| 7.           | 1943. június 6.      | Szófia, Junak Stadion       | Bulgária     | 2 – 4        | Magyarország | barátságos   | -            |              |
| 8.           | 1945. augusztus 19.  | Budapest, Üllői úti pálya   | Magyarország | 2 – 0        | Ausztria     | barátságos   | -            |              |
| 9.           | 1945. augusztus 20.  | Budapest, Üllői úti pálya   | Magyarország | 5 – 2        | Ausztria     | barátságos   | -            |              |
| 10.          | 1945. szeptember 30. | Budapest, Üllői úti pálya   | Magyarország | 7 – 2        | Románia      | barátságos   | -            |              |
| 11.          | 1946. április 14.    | Bécs, Práter stadion        | Ausztria     | 3 – 2        | Magyarország | barátságos   | -            |              |
| 12.          | 1947. május 4.       | Budapest. Üllői úti stadion | Magyarország | 5 – 2        | Ausztria     | barátságos   | -            |              |
| 13.          | 1947. május 11.      | Torino, Stadio Comunale     | Olaszország  | 3 – 2        | Magyarország | barátságos   | -            |              |
| 14.          | 1947. június 29.     | Belgrád, Partizan Stadion   | Jugoszlávia  | 2 – 3        | Magyarország | Balkán-kupa  | -            |              |
| 15.          | 1947. augusztus 17.  | Budapest, Üllői úti stadion | Magyarország | 9 – 0        | Bulgária     | Balkán-kupa  | -            |              |
| 16.          | 1947. augusztus 20.  | Budapest, Üllői úti stadion | Magyarország | 3 – 0        | Albánia      | Balkán-kupa  | -            |              |
| 17.          | 1947. szeptember 14. | Bécs, Práter stadion        | Ausztria     | 4 – 3        | Magyarország | barátságos   | -            |              |
| 18.          | 1948. április 22.    | Budapest, Üllői úti stadion | Magyarország | 7 – 4        | Svájc        | Európa-kupa  | -            |              |
| 19.          | 1948. október 3.     | Újpest, Megyeri úti stadion | Magyarország | 2 – 1        | Ausztria     | barátságos   | -            | 47'          |
|              | Összesen             |                             |              | 19           | mérkőzés     |              | 0            | gól          |